# Beilschmiedia kunstleri
Beilschmiedia kunstleri är en lagerväxtart som beskrevs av James Sykes Gamble. Beilschmiedia kunstleri ingår i släktet Beilschmiedia och familjen lagerväxter. Inga underarter finns listade i Catalogue of Life.